# Jaroslav Benda
Jaroslav Benda (27. dubna 1882, Praha – 12. ledna 1970, Praha) byl český malíř, grafik, redaktor, pedagog, autor poštovních známek, plakátů, monumentálních výzdob. Významně zasáhl do vývoje české knižní grafiky.

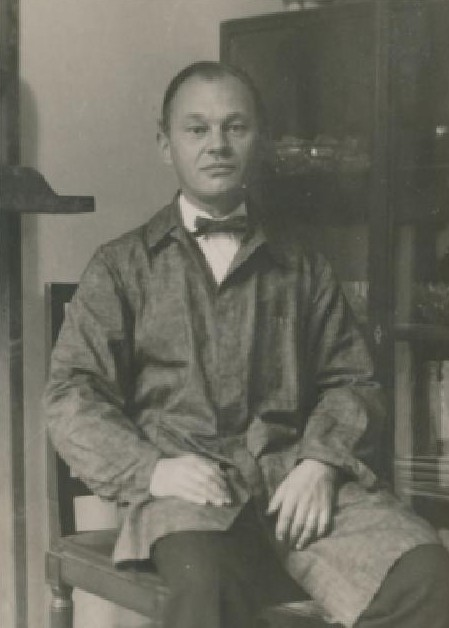
malíř Jaroslav Benda

## Život
Narodil se v rodině pražského kovolitce a část mládí strávil v Kutné Hoře. Již v dětství se naučil vázat knihy. Absolvoval Akademické gymnázium v Praze (latina a řečtina, řecké a římské reálie, mytologie, poezie, sochařství a architektura). Během studií na Uměleckoprůmyslové škole v Praze v ateliéru Arnošta Hofbauera (1901–1904) si jeho nadání všimli V.V. Štech, Jan Preisler a architekt Jan Kotěra. Ten mu zprostředkoval první zakázku u nakladatele Jana Laichtera a Benda s ním pak spolupracoval následujících 60 let. Na jaře 1904 přestoupil Benda na Akademii výtvarných umění, kde byli jeho spolužáky Bohumil Kubišta, Vincenc Beneš, Emil Filla, Zdeněk Kratochvíl, Václav Špála a Antonín Procházka a Vratislav H. Brunner.
Díky zakázce pro SVU Mánes se stal členem výboru, později jednatelem spolku. Od roku 1920 byl profesorem na UMPRUM. V letech 1926–1928 byl pak jejím rektorem. K jeho žákům patřili například: Zdenek Seydl, Jaroslav Šváb, Antonín Strnadel a Jiří Trnka.
V letech 1908-1949 byl členem SVU Mánes, členem SČUG Hollar.

### Ocenění
- 1921 Výroční cena ČAVU
- 1925 Grand Prix za knižní grafiku na mezinárodní výstavě v Paříži
- 1927 čestný člen Deutsche Buchkünstler, Lipsko
- 1937 Řád Oranje-Nassau za práce v Naardenu
- 1962 Zasloužilý umělec

## Dílo

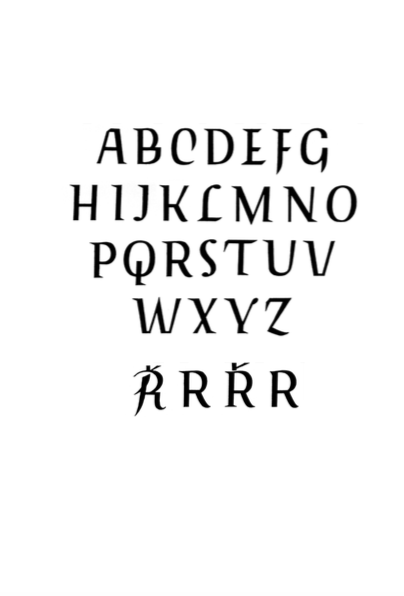
Verzálky romany s jednostrannými serify. Monotype Corporation, Surrey (1935).

Navrhoval grafická řešení knih i celých edic pro přední české nakladatele Jana Laichtera, Jana Štence, Kamillu Neumannovou a nakladatelství Komenium, Kalich, Kmen, Sfinx, Kryl a Scotti (Nový Jičín), F. Obzina (Vyškov) aj. Věnoval se psaní odborných textů, publikována byla např. Jeho učebnice Písmo a nápis (1931). V letech 1907–1912 byl redaktorem časopisu Světozor. Společně s V. H. Brunnerem, H. Johnovou a M. Teinitzerovou, patří mezi zakladatele Artělu (1908).
V letech 1914–1916 navrhl plakáty pro členské výstavy SVU Mánes. Je autorem mozaiky v budově bývalého ministerstva pošt (1931), v knihovně ČVUT (1932) aj. Společně s Otakarem Španielem vytvořil rektorské řetězy pro univerzitu v Bratislavě (1923) a pro brněnskou Masarykovu univerzitu (1935). Navrhoval československé poštovní známky a bankovky.
Vytvořil dřevorytové ilustrace k Máchovu Máji a později jako ilustrátor spolupracoval s Josefem Florianem na jeho edici Dobré dílo. Jeho volná tvorba zahrnuje dřevoryty, lepty a litografie.
Bendova písma (romana, italika) byla realizována pouze v podobě návrhů (návrh antikvy Betu byl digitálně interpretován Američanem Donaldem Partykou, 2012).
Významnou realizací je výzdoba pohřební kaple Jana Amose Komenského v holandském Naardenu (vrstvená a leptaná skla, 1935–1937).

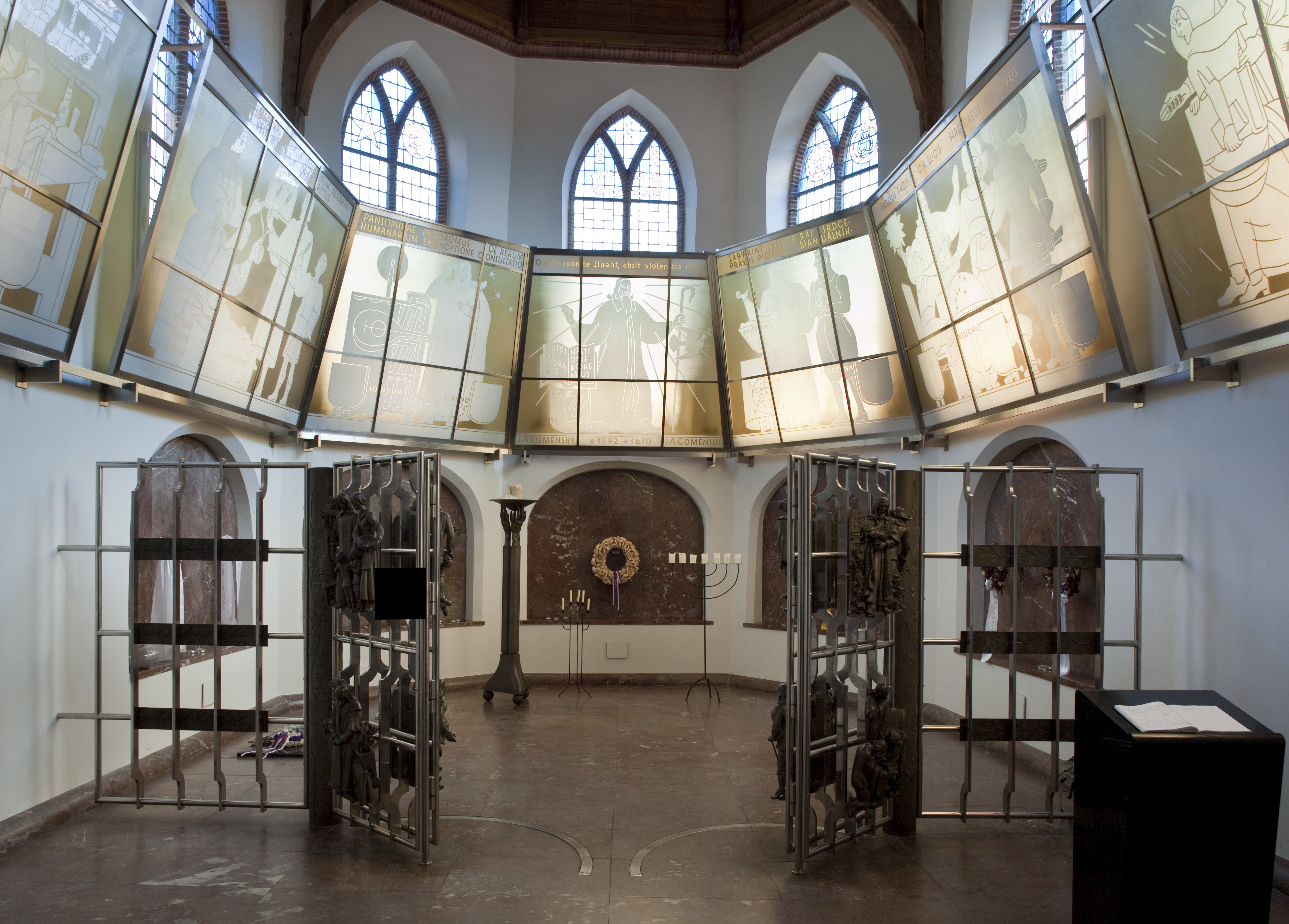
Kaple Comenius – Mauzoleum Comenius: Interiér, přehled kaple se skupinou se sedmi skleněnými tabulemi
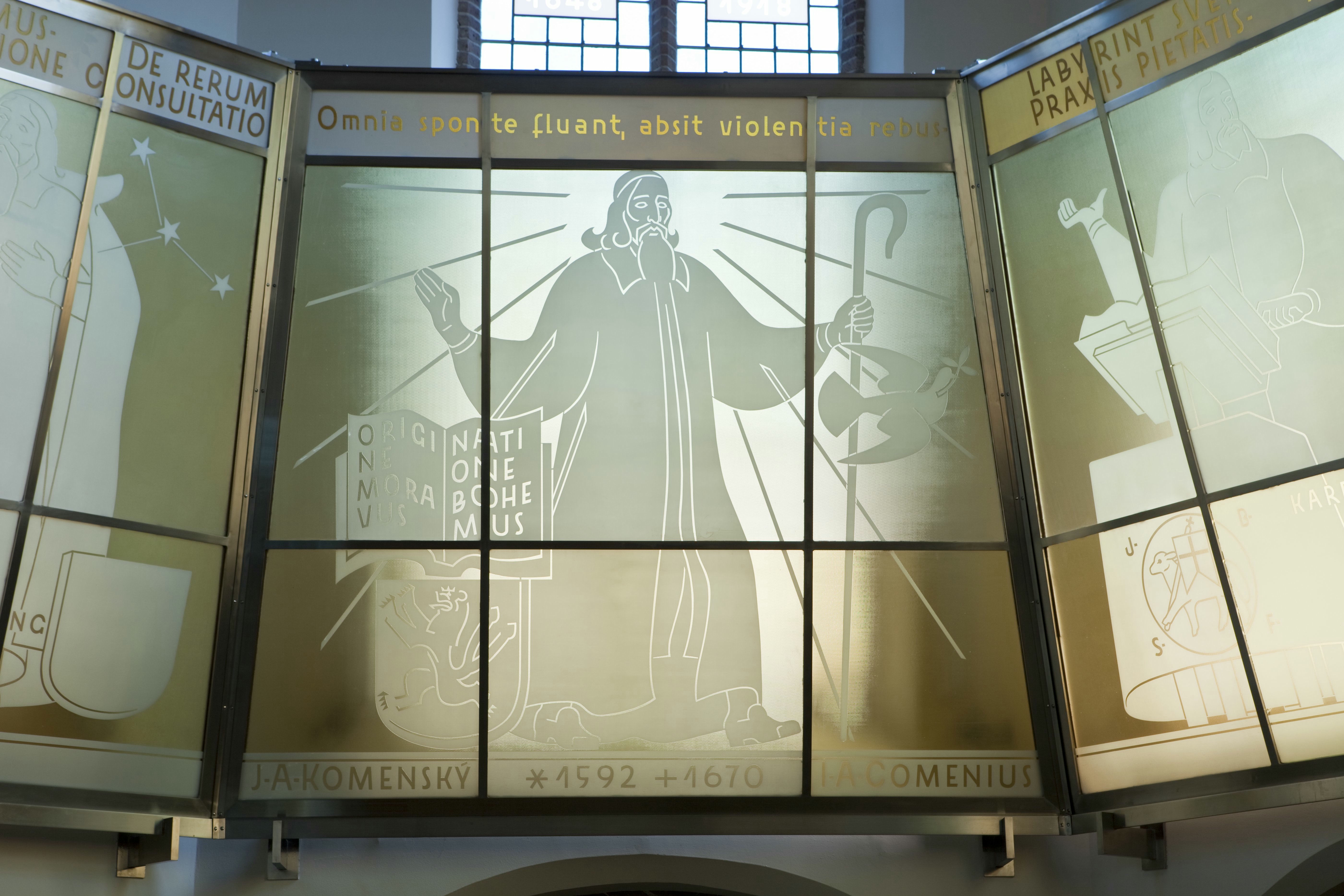
Kaple Comenius – Mauzoleum Comenius: Interiér, jeden ze skleněných panelů, ve kterém je vyleptán život Komenského (design: Jaroslav Benda)
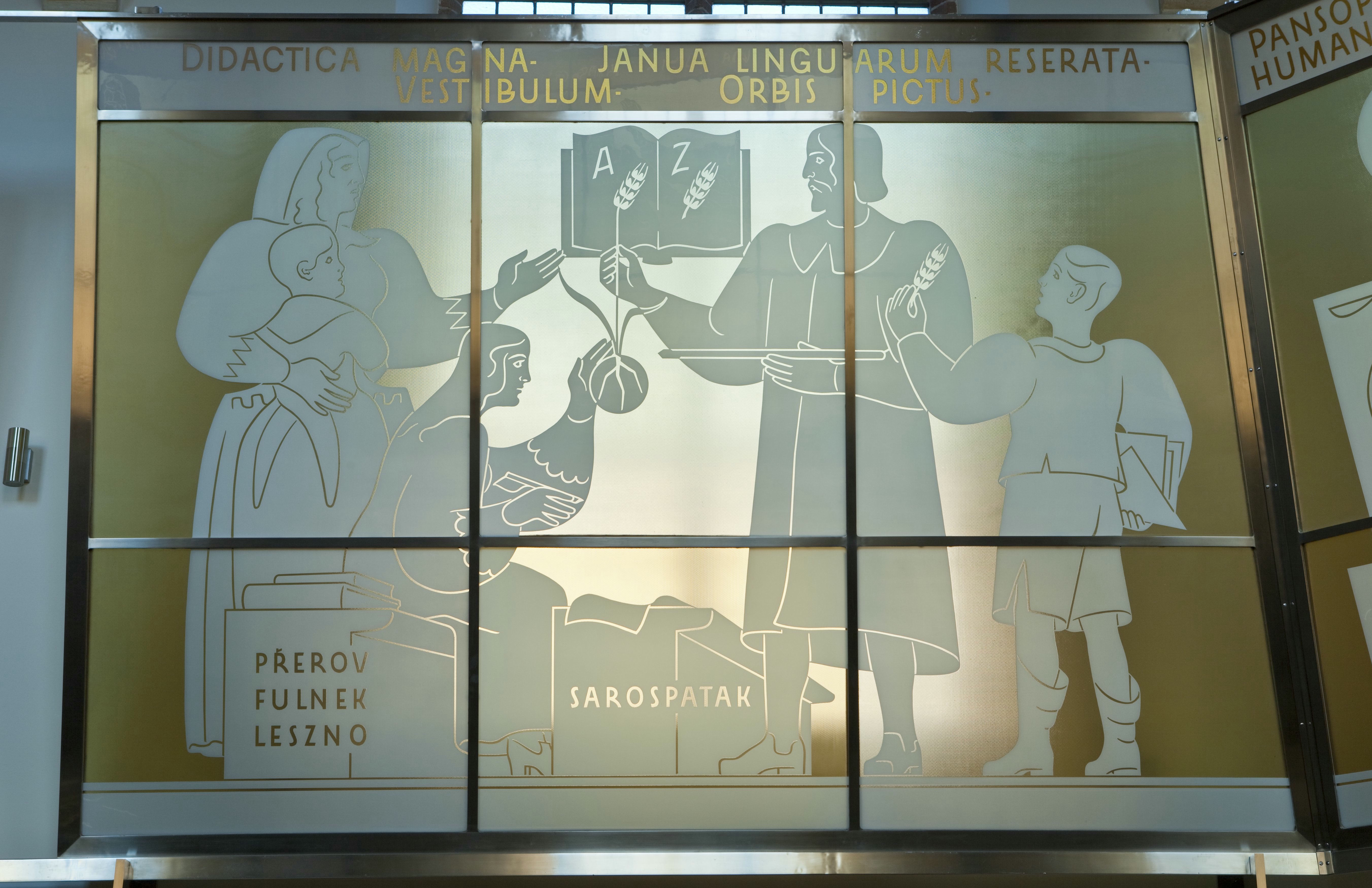
Kaple Comenius – Mauzoleum Comenius: Interiér, jeden ze skleněných panelů, ve kterém je vyleptán život Komenského (design: Jaroslav Benda)
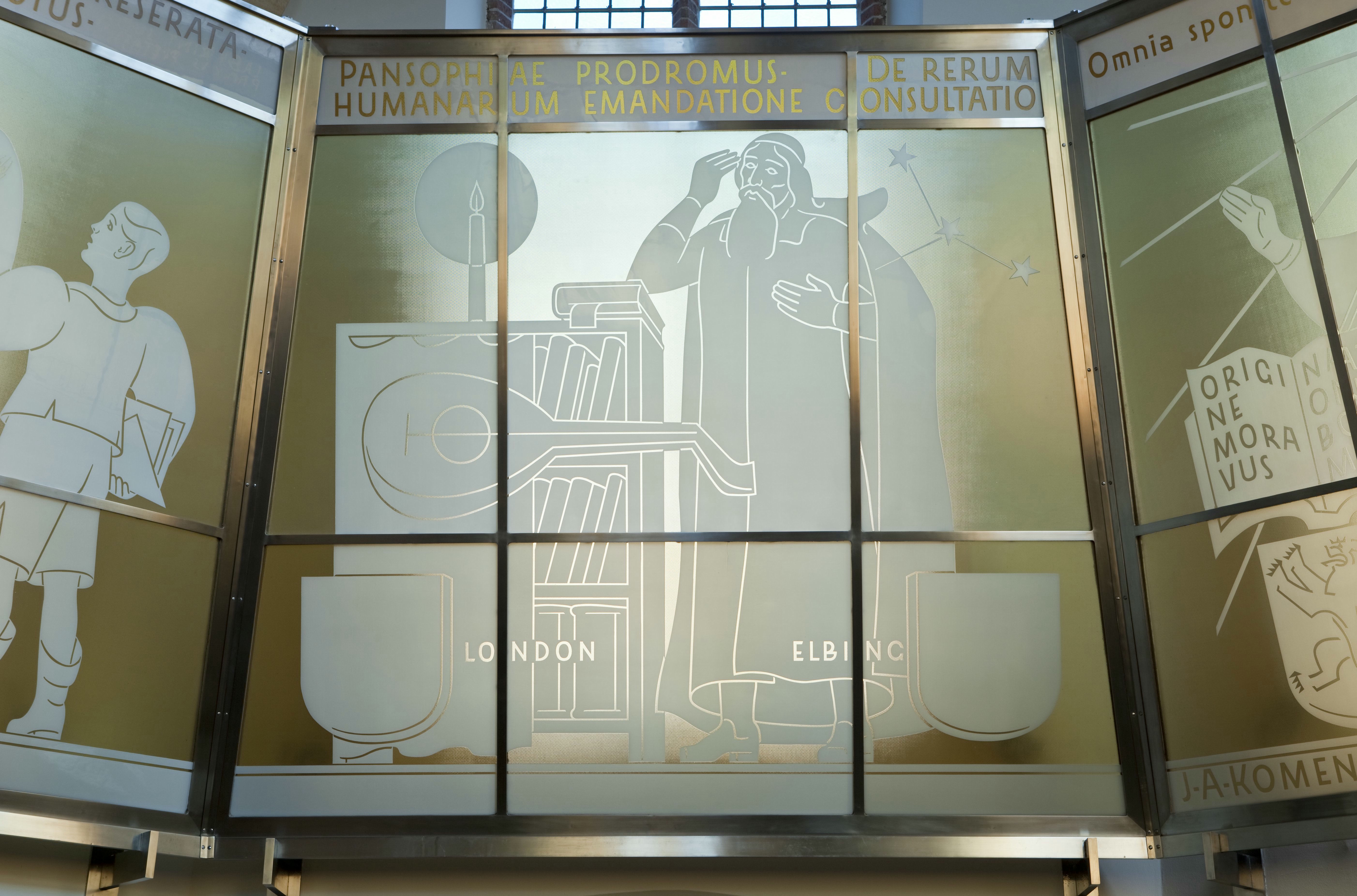
Kaple Comenius – Mauzoleum Comenius: Interiér, jeden ze skleněných panelů, ve kterém je vyleptán život Komenského (design: Jaroslav Benda)

### Autorství
- Písmo a nápis, Příručka pro písmomalíře, Berlín 1931
- O letech práce a přátelství, Památník národního písemnictví, Praha 1962
- Léta s umělci, 230 s., Orbis Praha 1969
- poštovní známky
- bankovka 5 Kč
- československé dukáty (1923–1939, spolu s Otakarem Španielem)
- mozaiky (např. v budově bývalého ministerstva pošt v Praze, 1931)
- leptaná vrstvená skla, (pohřební kaple J.A.Komenského v Naardenu, Nizozemsko, 1935–1937)
- rektorské řetězy pro Univerzitu Komenského v Bratislavě (1923)
- rektorské řetězy pro Masarykovu univerzitu v Brně (spolu s Otakarem Španielem, 1935)

Podílel se na vzniku českého kresleného filmu ve filmovém studiu Zlín a v Praze.